# Realismo epistemologico
Il realismo epistemologico è una posizione filosofica appartenente all'oggettivismo, che sostiene ciò che può essere conosciuto di un oggetto esiste indipendentemente dalla propria mente. È l'opposto dell'idealismo epistemologico.
Nell'ambito della filosofia aristotelica e successivamente scolastica descrive la mancanza di contenuti conoscitivi innati nella mente antecedenti l'azione dei sensi.
Il realismo epistemologico è strettamente collegato alla teoria corrispondentista della verità che afferma che il mondo esiste in modo indipendente dalla percezione umana di esso. Il portato dei sensi riflette o corrisponde al mondo innato.